# Rakovec (żupania varażdińska)
Rakovec – wieś w Chorwacji, w żupanii varażdińskiej, w gminie Ljubešćica. W 2011 roku liczyła 122 mieszkańców.